# ルーベン・デ・ハース
ルーベン・デ・ハース（Ruben de Haas、1998年10月9日 - ）は、プレミアシップサラセンズに所属するラグビーユニオン選手。

## プロフィール
- 南アフリカ共和国・ジョージ出身。
- ポジションはスクラムハーフ(SH)。
- 身長 183cm、体重 84kg
- アメリカ代表キャップは17（2020年4月現在）でワールドカップ2019のアメリカ代表に選ばれた[1]。

## 略歴
フリーステートXVを経て、2018年、チーターズに加入。  
2021年、サラセンズに加入。